# 1488 Aura
1488 Aura è un asteroide della fascia principale. Scoperto nel 1938, presenta un'orbita caratterizzata da un semiasse maggiore pari a 3,0364216 UA e da un'eccentricità di 0,1237728, inclinata di 10,55449° rispetto all'eclittica.
L'asteroide prende il nome dal fiume Aura, che scorre a Turku, in Finlandia, dove lavorava lo scopritore.